# آ ان هونزه
آا ان هونز (به هلندی: Aa en Hunze) یک منطقهٔ مسکونی در هلند با جمعیت ۲۵٬۳۳۳ نفر است که در درنته واقع شده‌است.